# Мартиросян Армен Павлікович
Армен Павлікович Мартирося́н (вірм. Արմեն Մարտիրոսյան; 30 вересня 1973, Єреван) — вірменський політичний діяч.

## Біографія
Народився 30 вересня 1973 року в Єревані.
1990—1994 — факультет єдиноборств Вірменського державного інституту фізичної культури. Тренер із дзюдо, викладач фізкультури, старший викладач. Кандидат педагогічних наук.
1994—1995 — служба в збройних силах, а в 1995—2001 — працював викладачем.
2001—2007 — асистент (старший викладач).
2002—2004 — завідувач відділу зовнішніх зв'язків у Вірменському державному інституті фізичної культури. Автор 20 наукових статей, тез та навчальних посібників.
2007—2012 — депутат національних зборів Вірменії. Член партії «Спадщина».